# بياري
بياري أو بيري هو مجتمع مسلم يتركز معظمه على طول الساحل الجنوبي الغربي للهند، في داكشينا الكانادا الساحلية، وهي منطقة تبع ولاية كارناتاكا في جنوب الهند. وهو مجتمع عرقي، له تقاليده الفريدة وهويته الثقافية المميزة. المجتمع البيري يحمل مكانة هامة بين المجتمعات الإسلامية الساحلية الأخرى، مثل مجتمع نواياث من مقاطعة أوتارا كانادا،
```
ومجتمع 
مابيلاس
 (موبلاس) من 
ساحل مليبار
 ومجتمع 
لاباي
 من ساحل كورومانديل.
```

البياريون لديهم ثقافة محلية من عرقية تولو وتقاليد قومية المابيلا.
المجتمع بيري من داكشينا الكانادا أو تولونادو هو واحد من أوائل المجتمعات الإسلامية في الهند، مع تاريخ يعود لأكثر من 1350 عام. بُني أول مسجد في منطقة بندر في مانجالور على يد الداعية العربي حبيب بن مالك، في 644 م.